# Vettasjärvi
Vettasjärvi är en by i Gällivare kommun, vid sjön med samma namn. Den ligger cirka sex kilometer väster om Kääntöjärvi och cirka 18 kilometer norr om Nilivaara.

## Historia
Namnet Vettasjärvi delar byn med en intilliggande sjö. Förledet vaehtás betyder på nordsamiska "osaltat" eller "fadd (i smaken)", och efterledet jáhvri betyder sjö.
Stränderna kring Vettasjoki saknade fast bosättning före år 1600. Området tilldrog sig jägare och fiskare, och en större kolonisering skedde sedan silvermalm hittats i Nasafjället. På 1600-talet bedrevs renskötsel vid Lintujärvi av Johan Nilsson Kejsare och sonen Johan Johansson. På holmen Sihaansaari i sjön Vettasjärvi finns gamla samiska sommargravar. Namnet på holmen kommer av att en same vid namn Sihā drunknade och flöt i land där.
Ursprungsbefolkningen är samisk i Vettasjärvi. Efter dem kom kväner och finnar till Vettasjärvi.
Under byns glansperiod i mitten på 1900-talet fanns skola, affär, post och bensinstation i byn men idag finns inget av detta kvar. I juni 2017 fanns det enligt Ratsit 69 personer över 16 år registrerade med Vettasjärvi som adress. Vid folkräkningen den 31 december 1890 var 122 personer skrivna i Vettasjärvi.
Vettadagen har firats vid den gamla Skvaltkvarnen i Vettasjärvi i minst 24 år, bland annat genom att äta gröt, rökt sik och nybakat hällebröd samt deltagande i tipsrunda och tävlingen Gissa sik.
Åtta kilometer söder om byn ligger berget Teletöisentunturi.